# Feenfächer-Clarkie
Die Feenfächer-Clarkie (Clarkia breweri) ist eine Pflanzenart aus der Gattung Clarkia in der Familie der Nachtkerzengewächse (Onagraceae). Es wurden einige Unterarten beschrieben. Der Gattungsname ehrt den US-amerikanischen Offizier und Kartographen William Clark (1770–1838).

## Merkmale
Die Feenfächer-Clarkie ist eine einjährige, krautige Pflanze, die Wuchshöhen von 8 bis 20 Zentimeter erreicht. Die Blätter sind linealisch bis lanzettlich. Die Kronblätter sind ungefähr so lang wie breit. Die seitlichen Lappen der Kronblattplatte sind breiter als der Lappen in der Mitte. Die Blütenröhre ist 2 bis 3,5 Zentimeter lang. Die Früchte sind 1,5 bis 4 Zentimeter lang.
Die Blütezeit reicht von Juli bis August.

## Vorkommen
Die Feenfächer-Clarkie kommt in Kalifornien auf Waldlichtungen und Trockenhängen in Höhenlagen von weniger als 1000 Metern vor.

## Nutzung
Die Feenfächer-Clarkie wird selten als Zierpflanze für Sommerblumenbeete genutzt.

## Belege
- Eckehart J. Jäger, Friedrich Ebel, Peter Hanelt, Gerd K. Müller (Hrsg.): Rothmaler Exkursionsflora von Deutschland. Band 5: Krautige Zier- und Nutzpflanzen. Spektrum Akademischer Verlag, Berlin Heidelberg 2008, ISBN 978-3-8274-0918-8.